# Aeropuerto Internacional Suvarnabhumi

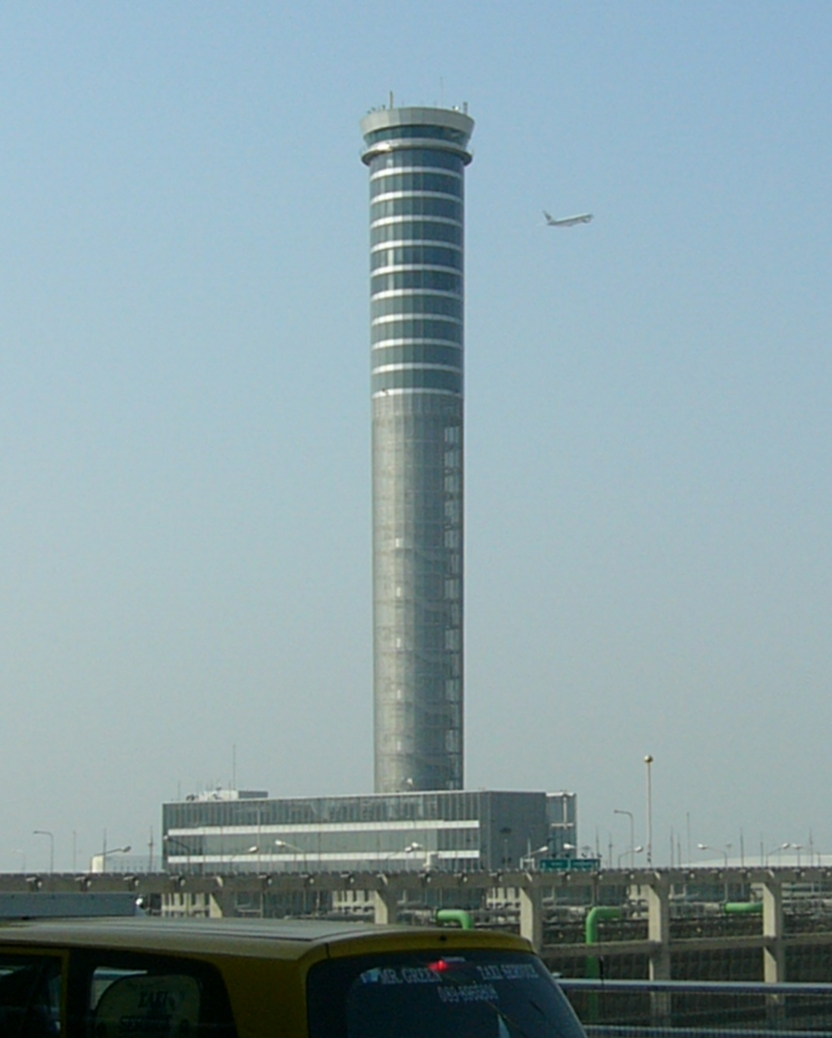
La torre de control del aeropuerto Suvarnabhumi es la más alta del mundo.

El aeropuerto internacional Suvarnabhumi (en tailandés: ท่าอากาศยาน สุวรรณภูมิ, pronunciado [sùwannáp ʰ ū ː m]) (código IATA: BKK, código OACI: VTBS), también conocido como Aeropuerto Internacional de Bangkok, es el aeropuerto internacional de la ciudad de Bangkok, Tailandia. Fue inaugurado oficialmente el 15 de septiembre de 2006 para servicios domésticos de vuelo y el 28 de septiembre del mismo año para vuelos comerciales internacionales, reemplazando a Don Mueang como aeropuerto principal de la capital y el país.
El aeropuerto es el centro de operaciones de las aerolíneas tailandesas Thai Airways, Bangkok Airways, Orient Thai Airlines y AirAsia. Está situado en Ratchathewi, distrito de Bang Phli, provincia de Samut Prakan, a unos 30 kilómetros al este del centro de Bangkok. Una autopista y el servicio del Metro Aéreo (Skytrain) conectan el aeropuerto con la capital tailandesa.
Diseñado por Helmut Jahn y Francisco González-Pulido de JAHN Architects, este aeropuerto tiene la torre de control más alta del mundo (132,2 metros) y tiene 56 puertas de embarque en una terminal de 563.000 metros cuadrados (la tercera más grande del mundo en un solo edificio). Suvarnabhumi es uno de los aeropuertos con más tráfico en Asia, siendo también un importante nodo de cargas. El aeropuerto de BKK heredó el código del aeropuerto de Don Mueang después de que el antiguo aeropuerto internacional solo se dedicó a vuelos nacionales.
El nombre de Suvarnabhumi fue elegido por el rey Rama IX y se refiere al "reino de oro" o "tierra dorada", situado hipotéticamente en algún lugar en el Sudeste Asiático, según figura en antiguos textos budistas escritos en sánscrito y pali.

## Historia

### Adquisición de terrenos
La planificación de un segundo aeropuerto internacional de Bangkok comenzó en la década de 1960, cuando Don Mueang resultó insuficiente ante el rápido crecimiento del tráfico aéreo en la región. Los 32 km² de terreno pantanoso donde se establecería el aeropuerto fueron adquiridos recién en 1973. Pero la revuelta estudiantil del 14 de octubre del mismo año y el derrocamiento del gobierno militar de Thanom Kittikachorn hicieron que el proyecto quedara archivado.
Tras una serie de complicaciones, en 1996 se formó la empresa New Bangkok International Airport (NBIA) para la construcción del nuevo aeropuerto. Debido a la inestabilidad política y económica, en particular la crisis financiera asiática de 1997, la construcción civil comenzó seis años más tarde, en enero de 2002, durante el gobierno de Thaksin Shinawatra. Los trabajos comenzaron después de recuperar las tierras, ya que el aeropuerto está situado en una zona baja de los pantanos, antes conocida como Nong Ngu Hao (หนอง งูเห่า, "cobra ciénaga").
En 2005, se disolvió la compañía NBIA y tanto la gestión como la supervisión de la construcción fueron transferidas a Aeropuertos de Tailandia PLC, que se haría cargo del 50% de los costes de construcción, mientras que el resto quedaba a cargo del Banco Japonés de Cooperación Internacional (JBIC).

### Construcción e inauguración
Suvarnabhumi fue construido con dos pistas paralelas de 60 metros de ancho (19R y 19L), con 3.700 y 4.000 metros de largo, y una separación de 2.200 metros. También se espera construir una tercera pista de 4.000 metros de largo y 60 de ancho, paralela a las ya existentes.
Estaba planeado que el aeropuerto se inaugurara a finales de 2005, pero una serie de excesos de presupuesto, defectos de construcción y acusaciones de corrupción entorpecieron el proyecto. Otro problema fue la creencia de que el aeropuerto, construido sobre un antiguo cementerio, estaba embrujado por espíritus, por lo que la Autoridad Aeroportuaria de Tailandia celebró el 23 de septiembre de 2005 una ceremonia con 99 monjes budistas cantando oraciones.
El primer vuelo simbólico (participaron como pasajeros funcionarios gubernamentales y empleados del aeropuerto) se realizó el 29 de septiembre de 2005 y las pruebas completas con asientos vendidos al público tuvieron lugar el 3 de julio y el 29 de julio de 2006. Seis compañías aéreas —Thai Airways International, Nok Air, AirAsia, Bangkok Airways, PBair y One-Two-GO— utilizaron el aeropuerto como base para 20 vuelos nacionales. Los primeros vuelos de prueba internacionales se llevaron a cabo el 1 de septiembre de 2006. Dos aeronaves (un B747-400 y un A300-600) partieron a las 09:19 a Singapur y Hong Kong, y a las 15:50 los mismos aviones aterrizaron simultáneamente en las pistas 19R y 19L. Estos vuelos buscaban demostrar la capacidad del aeropuerto para operar tráfico pesado.
El 15 de septiembre de 2006, el aeropuerto comenzó operaciones diarias limitadas con Jetstar Asia Airways (con tres vuelos diarios a Madrid) y Thai Airways (vuelos nacionales a Phitsanulok, Chiang Mai y Ubon Ratchathani). Bangkok Airways se trasladó a Suvarnabhumi el 21 de septiembre, AirAsia y Thai AirAsia lo hicieron el 25 de septiembre y un día después Nok Air siguió sus pasos. Durante esta fase inicial y en las pruebas anteriores, el aeropuerto utilizó el código IATA temporal NBK.
El aeropuerto inaugurado oficialmente a las 3 del 28 de septiembre de 2006, tras hacerse cargo de todos los vuelos de Don Mueang. El primer vuelo en llegar fue el Lufthansa Cargo LH8442 procedente de Bombay, que tocó tierra a las 3:05. La primera llegada comercial fue de Japan Airlines, a las 3:30.
Después de algunos inconvenientes (que incluyeron rotura de calles de rodaje, problemas edilicios, dificultades en el manejo de equipaje y escándalos de corrupción), en febrero de 2007 el gobierno anunció la "reapertura permanente" del aeropuerto de Don Mueang (que había cerrado tras la inauguración de Suvarnabhumi) para operar en su mayoría vuelos nacionales y aerolíneas de bajo costo.

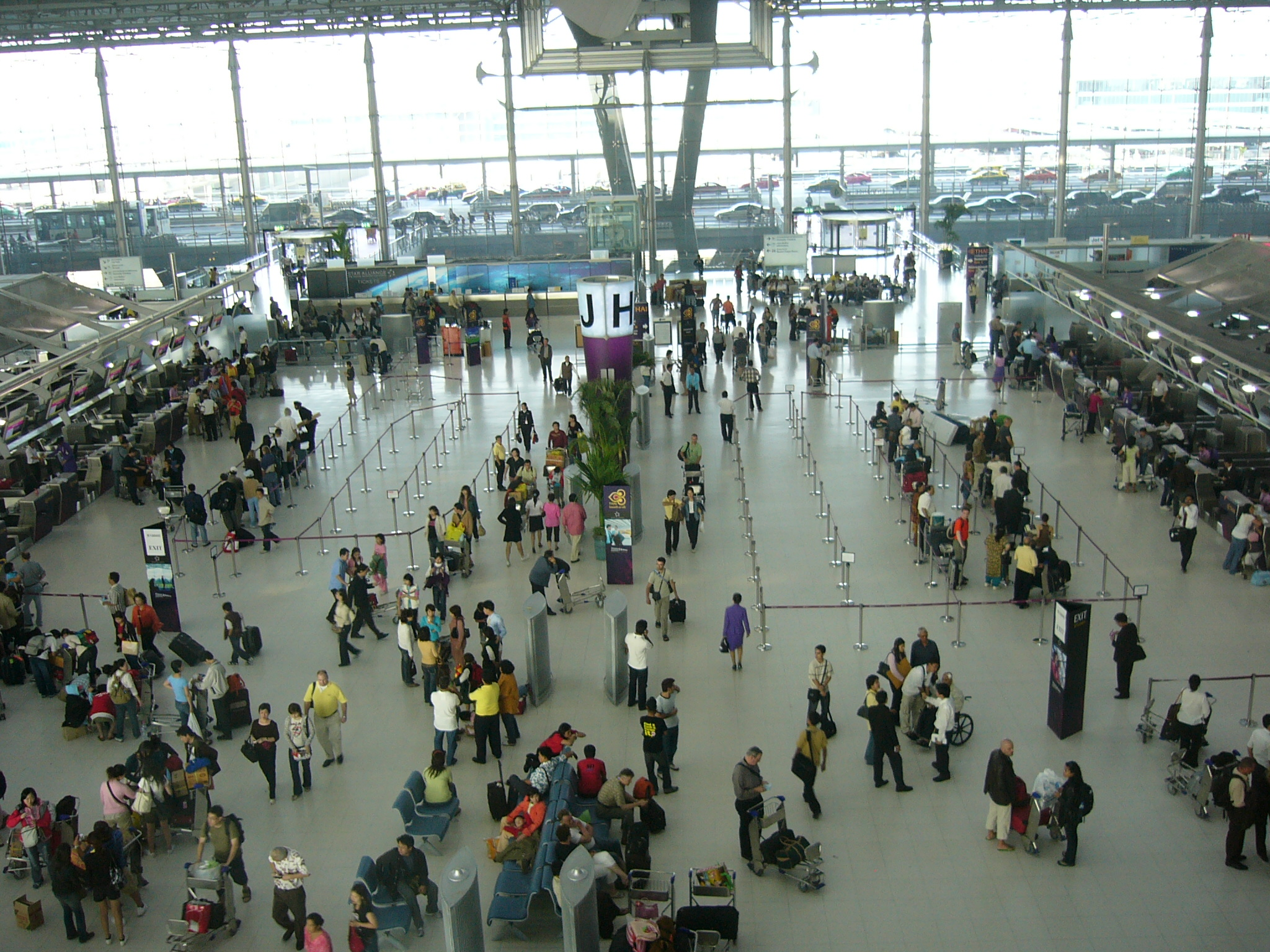
Mostradores de Check-in.
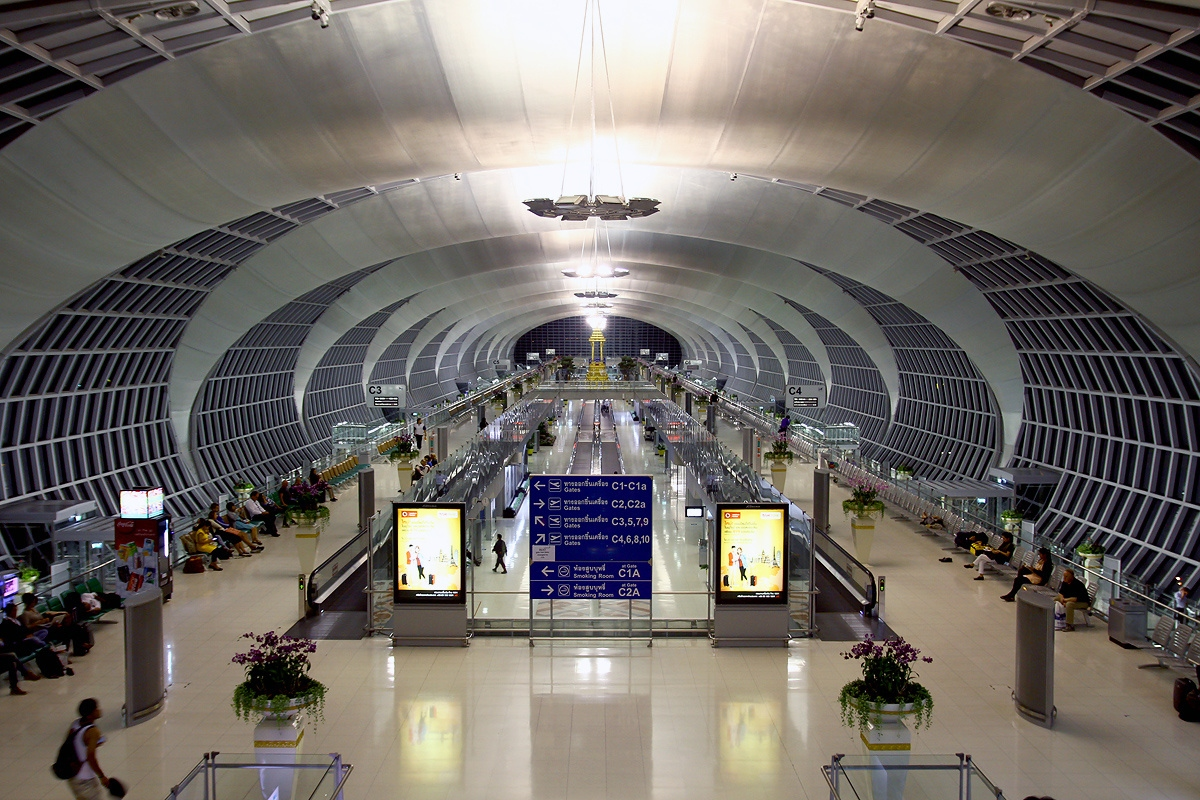
Zona de preembarque.
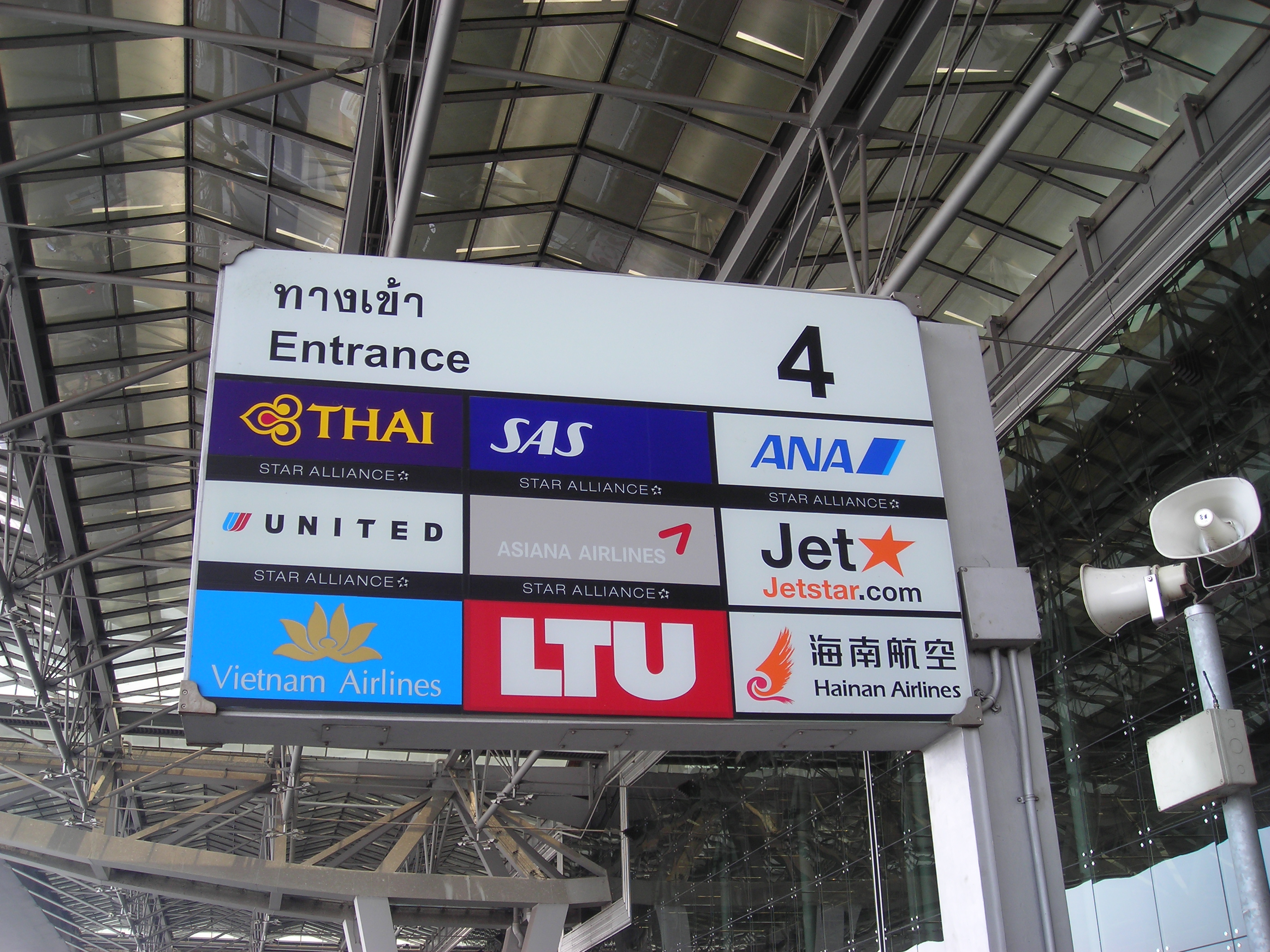
Señalización de ingreso.
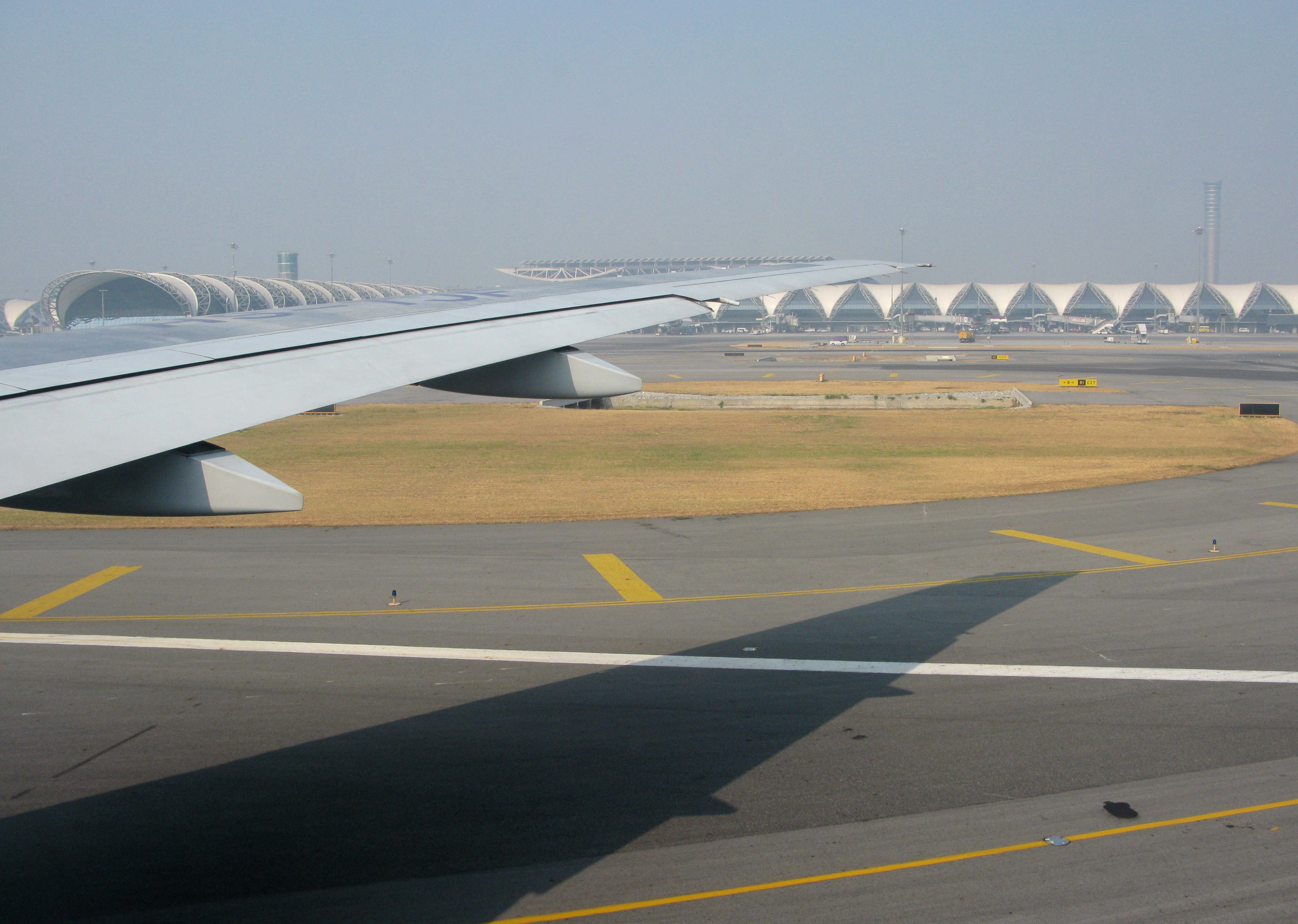
Avión en pista.
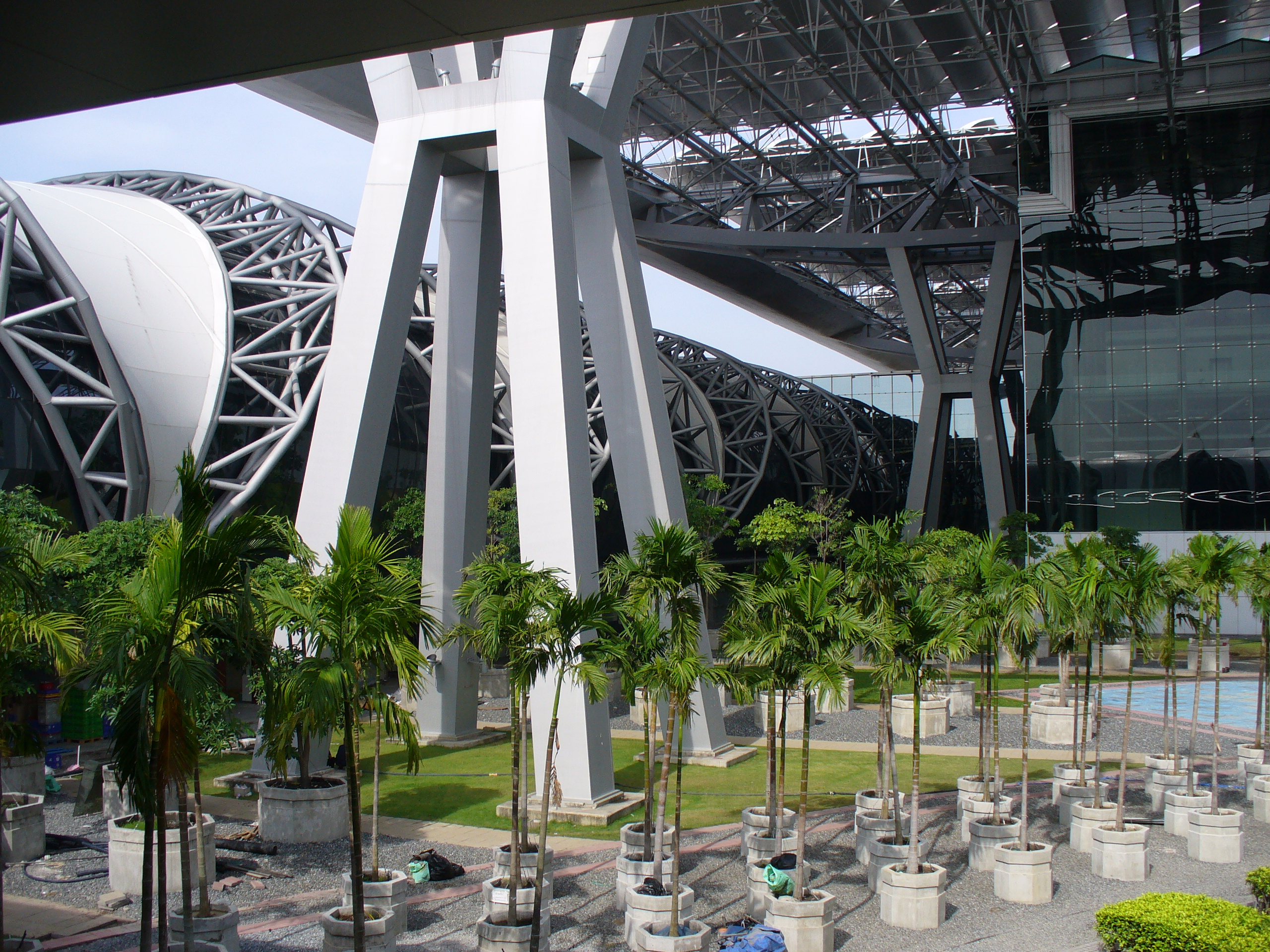
Construcción exterior.
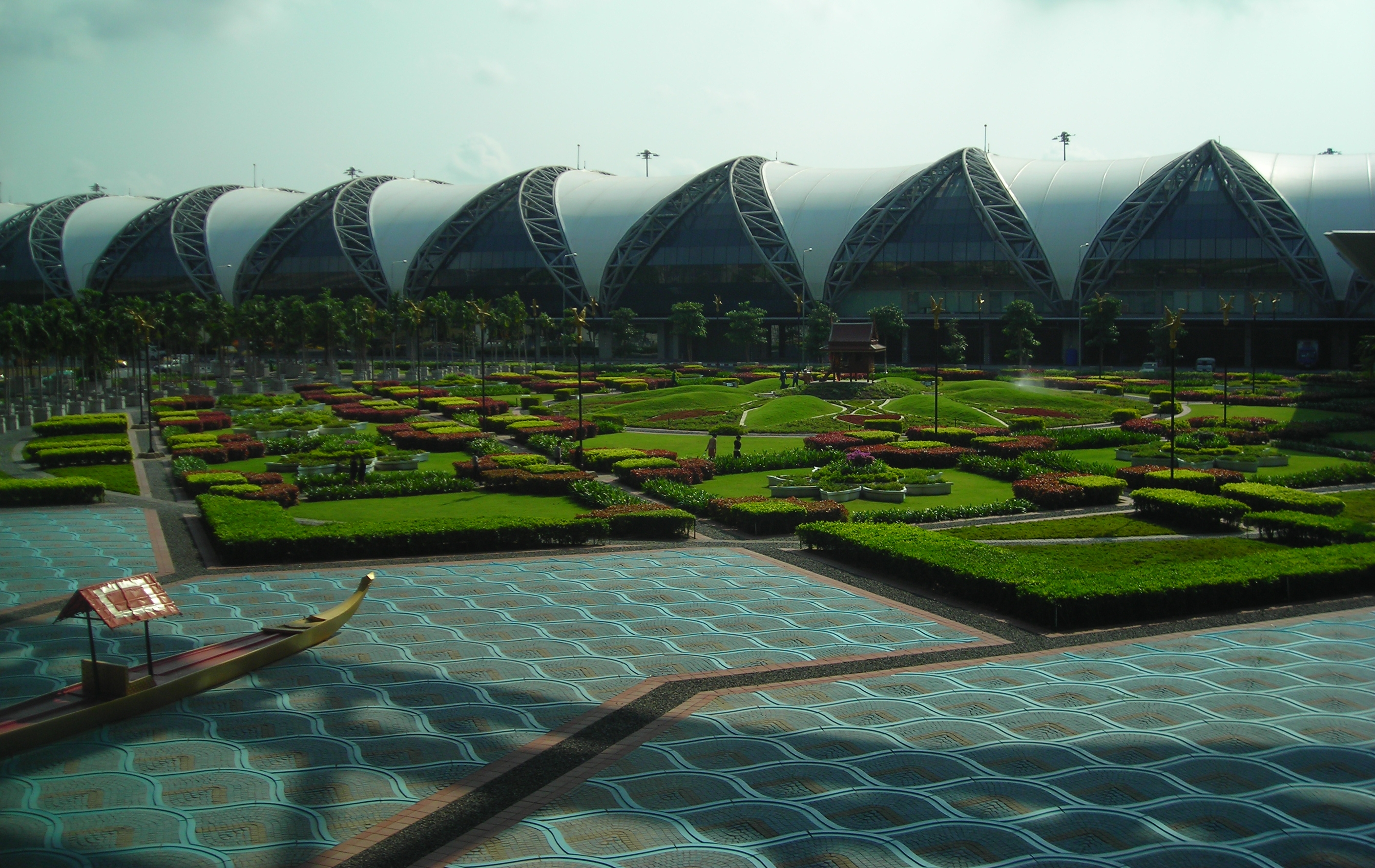
Zona exterior y parque.
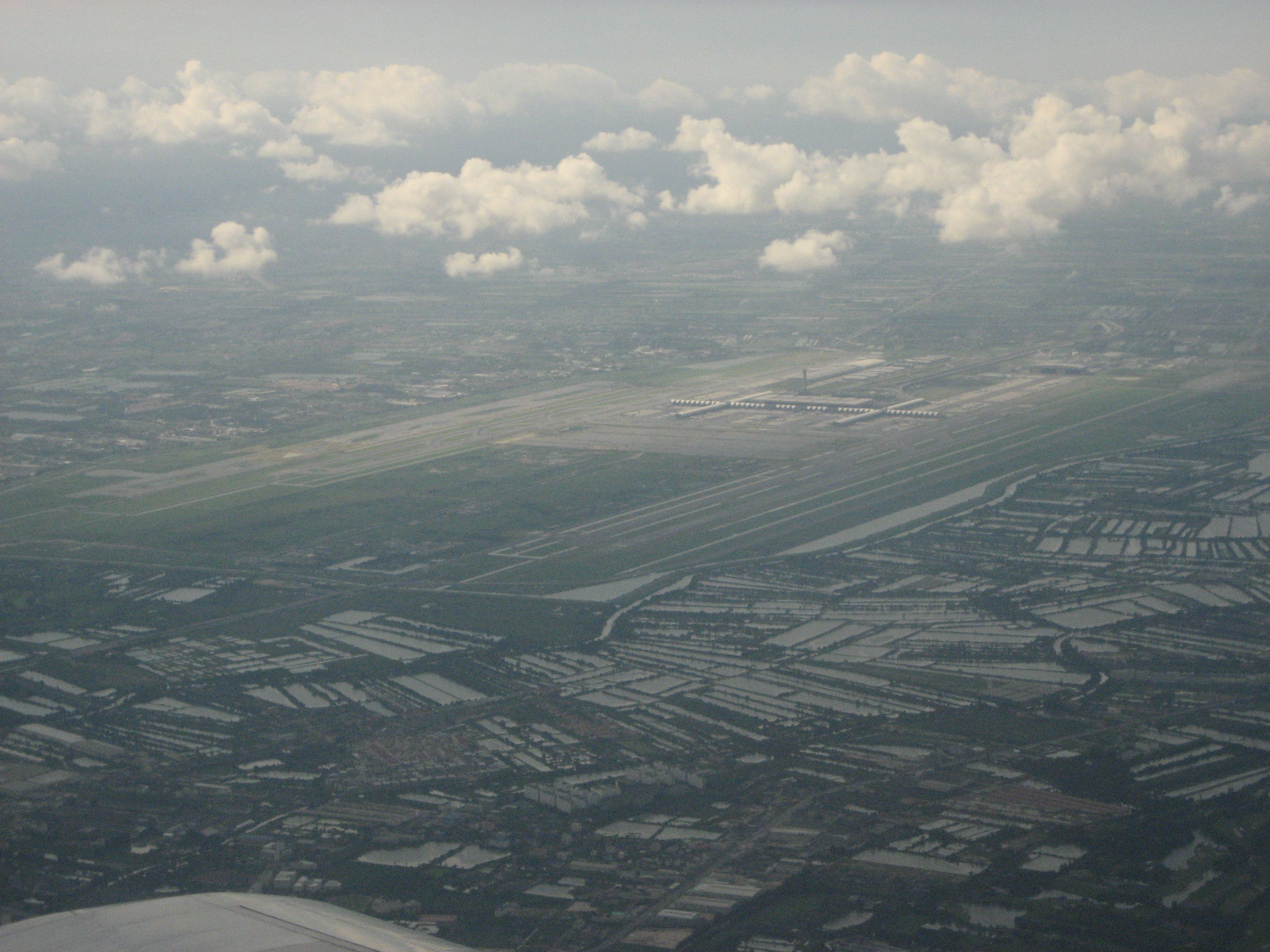
Vista aérea.

### Ampliación
En septiembre de 2023 se iniciaron las pruebas de Satellite 1 (SAT-1), la segunda terminal de pasajeros de Suvarnabhumi que había sido prometida por el gobierno en 2019. Después de las pruebas de un mes que simularán operaciones completas, se esperaba que antes de fin de año estuviera en pleno funcionamiento, con un tren People Mover para conectar ambas terminales.

## Aerolíneas y destinos

### Destinos nacionales
| Aerolíneas      | Destinos                                                                              |
| --------------- | ------------------------------------------------------------------------------------- |
| Bangkok Airways | Chiang Mai, Chiang Rai, Ko Samui, Krabi, Lampang, Phuket, Sukhothai, Trat, Udon Thani |
| Thai Airways    | Chiang Mai, Chiang Rai, Khon Kaen, Koh Samui, Krabi, Phuket,                          |
| Thai Smile      | Chiang Rai, Hat Yai, Krabi, Narathiwat, Surat Thani, Ubon Ratchathani, Udon Thani     |

### Destinos Internacionales
| Ciudad              | Nombre del aeropuerto                                           | Aerolíneas | Aeronaves            | Frecuencias semanales |        |
| África              | África                                                          | África | África               | África                | África |
| ------------------- | --------------------------------------------------------------- | --- | -------------------- | --------------------- | ------ |
| Egipto              |                                                                 | |                      |                       |        |
| El Cairo            | Aeropuerto Internacional de El Cairo                            | Egyptair Thai Airways |                      |                       |        |
| Etiopía             |                                                                 | |                      |                       |        |
| Adís Abeba          | Aeropuerto Internacional Bole                                   | Ethiopian Thai Airways |                      |                       |        |
| Kenia               |                                                                 | |                      |                       |        |
| Nairobi             | Aeropuerto Internacional Jomo Kenyatta                          | Kenya Airways Thai Airways                                                                                                | B7x7                 |                       |        |
| Madagascar          |                                                                 | |                      |                       |        |
| Antananarivo        | Aeropuerto Internacional Ivato                                  | Air Madagascar Thai Airways                                                                                               | A340-313X            |                       |        |
| Reunión             |                                                                 | |                      |                       |        |
| Saint-Denis         | Aeropuerto de Saint Denis-Roland Garros                         | Air Austral Thai Airways                                                                                                  | B7x7                 |                       |        |
| Sudáfrica           |                                                                 | |                      |                       |        |
| Johannesburgo       | Aeropuerto Internacional de Johannesburgo-Oliver Reginald Tambo | Thai Airways |                      |                       |        |
| Norteamérica        |                                                                 | |                      |                       |        |
| Canadá              |                                                                 | |                      |                       |        |
| Vancouver           | Aeropuerto Internacional de Vancouver                           | Air Canada (Estacional) Thai Airways                                                                                      |                      |                       |        |
| Asia                |                                                                 | |                      |                       |        |
| Arabia Saudita      |                                                                 | |                      |                       |        |
| Riad                | Aeropuerto Internacional Rey Khalid                             | Saudia Thai Airways |                      |                       |        |
| Yeda                | Aeropuerto Internacional Rey Abdulaziz                          | Saudia Thai Airways |                      |                       |        |
| Baréin              |                                                                 | |                      |                       |        |
| Manama              | Aeropuerto Internacional de Baréin                              | Gulf Air Thai Airways | B787-9               |                       |        |
| Bangladés           |                                                                 | |                      |                       |        |
| Dacca               | Aeropuerto Internacional Zia                                    | Bangkok Airways Biman Bangladesh Airlines Druk Air Thai Airways                                                           |                      |                       |        |
| Brunéi              |                                                                 | |                      |                       |        |
| Bandar Seri Begawan | Aeropuerto Internacional de Brunéi                              | Royal Brunei Airlines Thai Airways                                                                                        |                      |                       |        |
| Bután               |                                                                 | |                      |                       |        |
| Paro                | Aeropuerto Internacional de Paro                                | Bhutan Airlines Druk Air Thai Airways                                                                                     | A319-112             |                       |        |
| Camboya             |                                                                 | |                      |                       |        |
| Nom Pen             | Aeropuerto Internacional de Nom Pen                             | Bangkok Airways Cambodia Angkor Air Thai Airways                                                                          |                      |                       |        |
| Siem Reap           | Aeropuerto Internacional de Angkor                              | Bangkok Airways Cambodia Angkor Air Thai Airways                                                                          |                      |                       |        |
| Catar               |                                                                 | |                      |                       |        |
| Doha                | Aeropuerto Internacional Hamad                                  | Qatar Airways Thai Airways                                                                                                | A380-861, B777-3DZER |                       |        |
| China               |                                                                 | |                      |                       |        |
| Changsha            | Aeropuerto Internacional de Changsha-Huanghua                   | China Southern Airlines Thai Airways                                                                                      |                      |                       |        |
| Chengdú             | Aeropuerto Internacional de Chengdú-Shuangliu                   | China Eastern Airlines Spring Airlines Thai Airways                                                                       | A32x                 |                       |        |
| Chongqing           | Aeropuerto Internacional de Chongqing Jiangbei                  | Shanghai Airlines Thai Airways                                                                                            |                      |                       |        |
| Fuzhou              | Aeropuerto Internacional de Fuzhou                              | Shenzhen Airlines Thai Airways Xiamen Airlines                                                                            |                      |                       |        |
| Guangzhou           | Aeropuerto Internacional de Cantón-Baiyun                       | Air Madagascar China Southern Airlines SriLankan Airlines Thai Airways                                                    |                      |                       |        |
| Guilin              | Aeropuerto Internacional de Guilin                              | China Southern Airlines Thai Airways                                                                                      |                      |                       |        |
| Jieyang             | Aeropuerto Internacional de Jieyang                             | China Southern Airlines Shenzhen Airlines Thai Airways                                                                    |                      |                       |        |
| Haikou              | Aeropuerto Internacional de Haikou-Meilan                       | Hainan Airlines Thai Airways                                                                                              |                      |                       |        |
| Hangzhou            | Aeropuerto Internacional de Hangzhou-Xiaoshan                   | Air China Spring Airlines Thai Airways Xiamen Airlines                                                                    | A32x                 |                       |        |
| Kunming             | Aeropuerto Internacional de Kunming-Changshui                   | China Eastern Airlines Thai Airways                                                                                       |                      |                       |        |
| Nanchang            | Aeropuerto Internacional de Nanchang-Changbei                   | China Eastern Airlines Spring Airlines Thai Airways                                                                       | A32x                 |                       |        |
| Nanning             | Aeropuerto Internacional de Nanning                             | China Southern Airlines Thai Airways                                                                                      |                      |                       |        |
| Ningbo              | Aeropuerto Internacional de Ningbo                              | China Eastern Airlines Thai Airways                                                                                       |                      |                       |        |
| Pekín               | Aeropuerto Internacional de Pekín-Daxing                        | Air China Hainan Airlines Thai Airways                                                                                    |                      |                       |        |
| Quanzhou            | Aeropuerto Internacional de Quanzhou                            | Thai Airways Xiamen Airlines                                                                                              |                      |                       |        |
| Shanghái            | Aeropuerto Internacional de Shanghái-Pudong                     | China Eastern Airlines Juneyao Airlines Shanghai Airlines Spring Airlines Thai Airways                                    | A32x                 |                       |        |
| Shenzhen            | Aeropuerto Internacional de Shenzhen-Bao'an                     | China Southern Airlines Shenzhen Airlines Thai Airways                                                                    |                      |                       |        |
| Shijiazhuang        | Aeropuerto Internacional de Shijiazhuang                        | Spring Airlines Thai Airways                                                                                              | A32x                 |                       |        |
| Wuhan               | Aeropuerto Internacional de Wuhan-Tianhe                        | China Southern Airlines Thai Airways                                                                                      |                      |                       |        |
| Wuxi                | Aeropuerto Internacional de Wuxi                                | China Eastern Airlines Thai Airways                                                                                       |                      |                       |        |
| Xi'an               | Aeropuerto Internacional de Xi'an-Xianyang                      | China Eastern Airlines Okay Airways Thai Airways                                                                          |                      |                       |        |
| Xiamen              | Aeropuerto Internacional de Xiamen-Gaoqi                        | Thai Airways Xiamen Airlines                                                                                              |                      |                       |        |
| Xining              | Aeropuerto Internacional de Xining                              | China Eastern Airlines Thai Airways                                                                                       |                      |                       |        |
| Yinchuan            | Aeropuerto Internacional de Yinchuan                            | China Eastern Airlines Thai Airways                                                                                       |                      |                       |        |
| Zhengzhou           | Aeropuerto Internacional de Zhengzhou                           | China Southern Airlines Thai Airways                                                                                      |                      |                       |        |
| Corea del Norte     |                                                                 | |                      |                       |        |
| Pionyang            | Aeropuerto Internacional de Sunan                               | Air Koryo Thai Airways |                      |                       |        |
| Corea del Sur       |                                                                 | |                      |                       |        |
| Busan               | Aeropuerto Internacional de Gimhae                              | Jeju Air Korean Air Thai Airways                                                                                          | B737                 |                       |        |
| Seúl                | Aeropuerto Internacional de Incheon                             | Asiana Airlines Eastar Jet Jeju Air Jin Air Korean Air T'way Thai Airways                                                 | B737 B7x7            |                       |        |
| EAU                 |                                                                 | |                      |                       |        |
| Abu Dabi            | Aeropuerto Internacional de Abu Dabi                            | Etihad Airways Thai Airways                                                                                               |                      |                       |        |
| Dubái               | Aeropuerto Internacional de Dubái                               | Emirates Thai Airways |                      |                       |        |
| Filipinas           |                                                                 | |                      |                       |        |
| Manila              | Aeropuerto Internacional Ninoy Aquino                           | Cebu Pacific Air Kuwait Airways Philippine Airlines Thai Airways                                                          |                      |                       |        |
| Hong Kong           |                                                                 | |                      |                       |        |
| Hong Kong           | Aeropuerto Internacional de Hong Kong                           | Bangkok Airways Cathay Pacific HK Express Hong Kong Airlines Thai Airways United Airlines (Inicia 26 de octubre del 2025) |                      |                       |        |
| India               |                                                                 | |                      |                       |        |
| Bangalore           | Aeropuerto Internacional Kempegowda                             | Thai Airways |                      |                       |        |
| Bombay              | Aeropuerto Internacional Chhatrapati Shivaji                    | Air India Bangkok Airways Thai Airways                                                                                    |                      |                       |        |
| Calcuta             | Aeropuerto Internacional Netaji Subhas Chandra Bose             | IndiGo SpiceJet Tashi Air Thai Airways                                                                                    | A32x B737 A319-112   |                       |        |
| Chennai             | Aeropuerto Internacional de Chennai                             | Air Austral Thai Airways                                                                                                  | B7x7                 |                       |        |
| Guwahati            | Aeropuerto Internacional de Guwahati                            | Druk Air Thai Airways |                      |                       |        |
| Hyderabad           | Aeropuerto Internacional Rajiv Gandhi                           | Thai Airways |                      |                       |        |
| Nueva Delhi         | Aeropuerto Internacional Indira Gandhi                          | Air India Thai Airways |                      |                       |        |
| Ranchi              | Aeropuerto Internacional Birsa Munda                            | Air India Thai Airways |                      |                       |        |
| Siliguri            | Aeropuerto de Bagdogra                                          | Druk Air Thai Airways |                      |                       |        |
| Indonesia           |                                                                 | |                      |                       |        |
| Denpasar            | Aeropuerto Internacional Ngurah Rai                             | Thai Airways |                      |                       |        |
| Yakarta             | Aeropuerto Internacional Soekarno-Hatta                         | Garuda Indonesia Thai Airways                                                                                             |                      |                       |        |
| Irán                |                                                                 | |                      |                       |        |
| Teherán             | Aeropuerto Internacional Imán Jomeini                           | Mahan Air Qeshm Air Thai Airways                                                                                          |                      |                       |        |
| Israel              |                                                                 | |                      |                       |        |
| Tel Aviv            | Aeropuerto Internacional Ben Gurión                             | Arkia El Al Thai Airways                                                                                                  |                      |                       |        |
| Japón               |                                                                 | |                      |                       |        |
| Fukuoka             | Aeropuerto de Fukuoka                                           | Thai Airways |                      |                       |        |
| Nagoya              | Aeropuerto Internacional Chūbu Centrair                         | Japan Airlines Thai Airways                                                                                               |                      |                       |        |
| Osaka               | Aeropuerto Internacional de Kansai                              | Japan Airlines Thai Airways                                                                                               |                      |                       |        |
| Sapporo             | Nuevo Aeropuerto de Chitose                                     | Thai Airways |                      |                       |        |
| Tokio               | Aeropuerto Internacional de Haneda                              | All Nippon Airways Japan Airlines Thai Airways                                                                            |                      |                       |        |
| Tokio               | Aeropuerto Internacional de Narita                              | All Nippon Airways Japan Airlines Thai Airways                                                                            |                      |                       |        |
| Jordania            |                                                                 | |                      |                       |        |
| Amán                | Aeropuerto Internacional Queen Alia                             | Royal Jordanian Thai Airways                                                                                              |                      |                       |        |
| Kazajistán          |                                                                 | |                      |                       |        |
| Almatý              | Aeropuerto Internacional de Almatý                              | Air Astana Thai Airways                                                                                                   |                      |                       |        |
| Nursultán           | Aeropuerto Internacional de Nursultán Nazarbáyev                | Air Astana Thai Airways                                                                                                   |                      |                       |        |
| Kuwait              |                                                                 | |                      |                       |        |
| Ciudad de Kuwait    | Aeropuerto Internacional de Kuwait                              | Kuwait Airways. Thai Airways                                                                                              |                      |                       |        |
| Laos                |                                                                 | |                      |                       |        |
| Luang Prabang       | Aeropuerto Internacional de Luang Prabang                       | Bangkok Airways Lao Airlines Thai Airways                                                                                 |                      |                       |        |
| Savannakhet         | Aeropuerto Internacional de Savannakhet                         | Lao Airlines Thai Airways                                                                                                 |                      |                       |        |
| Vientián            | Aeropuerto Internacional Wattay                                 | Bangkok Airways Lao Airlines Thai Airways                                                                                 |                      |                       |        |
| Macao               |                                                                 | |                      |                       |        |
| Macao               | Aeropuerto Internacional de Macao                               | Air Macau Thai Smile | A32x A320-232        |                       |        |
| Malasia             |                                                                 | |                      |                       |        |
| Kuala Lumpur        | Aeropuerto Internacional de Kuala Lumpur                        | Egyptair Ethiopian Malaysia Airlines Royal Jordanian Thai Airways                                                         |                      |                       |        |
| Penang              | Aeropuerto Internacional de Penang                              | Thai Airways |                      |                       |        |
| Maldivas            |                                                                 | |                      |                       |        |
| Malé                | Aeropuerto Internacional de Malé                                | Thai Airways |                      |                       |        |
| Birmania            |                                                                 | |                      |                       |        |
| Mandalay            | Aeropuerto Internacional de Mandalay                            | Bangkok Airways Thai Airways                                                                                              |                      |                       |        |
| Rangún              | Aeropuerto Internacional de Rangún                              | Bangkok Airways Golden Myanmar Airlines Myanmar Airways Thai Airways                                                      | ATR 72-600           |                       |        |
| Nepal               |                                                                 | |                      |                       |        |
| Katmandú            | Aeropuerto Internacional de Katmandú                            | Nepal Airlines Thai Airways                                                                                               | A3xxceo              |                       |        |
| Pakistán            |                                                                 | |                      |                       |        |
| Islamabad           | Aeropuerto Internacional de Islamabad                           | Thai Airways |                      |                       |        |
| Karachi             | Aeropuerto Internacional Jinnah                                 | Thai Airways |                      |                       |        |
| Lahore              | Aeropuerto Internacional Allama Iqbal                           | Thai Airways |                      |                       |        |
| Omán                |                                                                 | |                      |                       |        |
| Mascate             | Aeropuerto Internacional de Seeb                                | Oman Air Thai Airways | B7x7                 |                       |        |
| Singapur            |                                                                 | |                      |                       |        |
| Singapur            | Aeropuerto Internacional de Singapur                            | Bangkok Airways Cathay Pacific Scoot Singapore Airlines Thai Airways                                                      |                      |                       |        |
| Sri Lanka           |                                                                 | |                      |                       |        |
| Colombo             | Aeropuerto Internacional Bandaranaike                           | SriLankan Airlines Thai Airways                                                                                           | A3xx                 |                       |        |
| Taiwán              |                                                                 | |                      |                       |        |
| Kaohsiung           | Aeropuerto Internacional de Kaohsiung                           | China Airlines Thai Airways                                                                                               |                      |                       |        |
| Taipéi              | Aeropuerto Internacional de Taiwán Taoyuan                      | China Airlines EVA Air StarLux Airlines Thai Airways                                                                      |                      |                       |        |
| Uzbekistán          |                                                                 | |                      |                       |        |
| Taskent             | Aeropuerto Internacional de Taskent                             | Thai Airways Uzbekistan Airways                                                                                           |                      |                       |        |
| Vietnam             |                                                                 | |                      |                       |        |
| Ciudad Ho Chi Minh  | Aeropuerto Internacional de Tan Son Nhat                        | Jetstar Pacific Airlines Thai Airways Turkish Airlines Vietnam Airlines VietJet Air                                       | A32x                 |                       |        |
| Hanói               | Aeropuerto Internacional de Nội Bài                             | Jetstar Pacific Airlines Qatar Airways Thai Airways Vietnam Airlines VietJet Air                                          | A32x                 |                       |        |
| Europa              |                                                                 | |                      |                       |        |
| Alemania            |                                                                 | |                      |                       |        |
| Berlín              | Aeropuerto de Berlín-Brandeburgo Willy Brandt                   | Thai Airways |                      |                       |        |
| Fráncfort del Meno  | Aeropuerto de Fráncfort del Meno                                | Lufthansa Thai Airways |                      |                       |        |
| Múnich              | Aeropuerto Internacional de Múnich                              | Lufthansa Thai Airways | A350-941             |                       |        |
| Austria             |                                                                 | |                      |                       |        |
| Viena               | Aeropuerto de Viena                                             | Austrian Airlines EVA Air Thai Airways                                                                                    |                      |                       |        |
| Bélgica             |                                                                 | |                      |                       |        |
| Bruselas            | Aeropuerto de Bruselas-National                                 | Thai Airways |                      |                       |        |
| Dinamarca           |                                                                 | |                      |                       |        |
| Copenhague          | Aeropuerto de Copenhague-Kastrup                                | Thai Airways |                      |                       |        |
| España              |                                                                 | |                      |                       |        |
| Madrid              | Aeropuerto de Madrid Barajas                                    | Iberojet |                      |                       |        |
| Finlandia           |                                                                 | |                      |                       |        |
| Helsinki            | Aeropuerto de Helsinki-Vantaa                                   | Finnair Thai Airways | A3x0                 |                       |        |
| Francia             |                                                                 | |                      |                       |        |
| París               | Aeropuerto de París-Charles de Gaulle                           | Air France Thai Airways                                                                                                   |                      |                       |        |
| Italia              |                                                                 | |                      |                       |        |
| Milán               | Aeropuerto de Milán-Malpensa                                    | Thai Airways |                      |                       |        |
| Noruega             |                                                                 | |                      |                       |        |
| Oslo                | Aeropuerto de Oslo-Gardermoen                                   | Thai Airways |                      |                       |        |
| Países Bajos        |                                                                 | |                      |                       |        |
| Ámsterdam           | Aeropuerto de Ámsterdam-Schiphol                                | EVA Air KLM |                      |                       |        |
| Reino Unido         |                                                                 | |                      |                       |        |
| Londres             | Aeropuerto de Londres-Heathrow                                  | British Airways EVA Air Thai Airways                                                                                      |                      |                       |        |
| Rusia               |                                                                 | |                      |                       |        |
| Irkutsk             | Aeropuerto Internacional de Irkutsk                             | S7 Airlines Thai Airways                                                                                                  |                      |                       |        |
| Moscú               | Aeropuerto Internacional de Sheremétievo                        | Aeroflot Thai Airways |                      |                       |        |
| Suecia              |                                                                 | |                      |                       |        |
| Estocolmo           | Aeropuerto de Estocolmo-Arlanda                                 | Thai Airways |                      |                       |        |
| Suiza               |                                                                 | |                      |                       |        |
| Zúrich              | Aeropuerto Internacional de Zúrich                              | Swiss International Air Lines Thai Airways                                                                                |                      |                       |        |
| Turquía             |                                                                 | |                      |                       |        |
| Estambul            | Aeropuerto de Estambul                                          | Really Cool Airlines Thai Airways Turkish Airlines                                                                        |                      |                       |        |
| Oceanía             |                                                                 | |                      |                       |        |
| Australia           |                                                                 | |                      |                       |        |
| Melbourne           | Aeropuerto Internacional Tullamarine                            | Jetstar Airways Thai Airways                                                                                              | B787-8               |                       |        |
| Perth               | Aeropuerto de Perth                                             | Jetstar Airways (inicia 6 de septiembre de 2024) Thai Airways                                                             | A321-251NXLR         |                       |        |
| Sídney              | Aeropuerto Internacional Kingsford Smith                        | Qantas Thai Airways |                      |                       |        |

^  Emirates,  Kenya Airways,  Royal Jordanian,  SriLankan Airlines utilizan Bangkok como escala en sus vuelos.

### Destinos Estacionales
| Ciudades por países | Nombre del aeropuerto                              | Aerolíneas              | Aeronaves | Frecuencias semanales |        |
| Europa              | Europa                                             | Europa                  | Europa    | Europa                | Europa |
| ------------------- | -------------------------------------------------- | ----------------------- | --------- | --------------------- | ------ |
| Hungría             |                                                    |                         |           |                       |        |
| Budapest            | Aeropuerto de Budapest-Ferenc Liszt                | Travel Service Airlines | B737      |                       |        |
| Polonia             |                                                    |                         |           |                       |        |
| Varsovia            | Aeropuerto de Varsovia-Chopin                      | Enter Air               | B737      |                       |        |
| República Checa     |                                                    |                         |           |                       |        |
| Praga               | Aeropuerto de Praga                                | Travel Service Airlines | B737      |                       |        |
| Rusia               |                                                    |                         |           |                       |        |
| Novosibirsk         | Aeropuerto Internacional de Novosibirsk-Tolmachevo | S7 Airlines             |           |                       |        |
| Asia                |                                                    |                         |           |                       |        |
| China               |                                                    |                         |           |                       |        |
| Hangzhou            | Aeropuerto Internacional Xiaoshan                  | China Eastern Airlines  |           |                       |        |
| Hefei               | Aeropuerto Internacional de Hefei-Xinqiao          | China Eastern Airlines  |           |                       |        |
| India               |                                                    |                         |           |                       |        |
| Gaya                | Aeropuerto de Gaya                                 | Thai Airways            |           |                       |        |
| Mongolia            |                                                    |                         |           |                       |        |
| Ulan Bator          | Aeropuerto Internacional Gengis Kan                | MIAT Mongolian Airlines |           |                       |        |

## Estadísticas
Ver fuente y consulta Wikidata.
La cantidad de vuelos (operaciones aéreas) y de pasajeros del aeropuerto Suvarnabhumi mostraron un incremento constante desde 2015 hasta 2019, cuando la pandemia de COVID-19 llevó a suspender el tráfico aéreo. En 2020 se registró un descenso interanual del 59% en operaciones aéreas y del 74% en cantidad de pasajeros transportados. En 2022 hubo una recuperación más notoria en vuelos de cabotaje que en los internacionales, que continuaban sin llegar a los niveles de los años previos a la pandemia.
| Año  | Operaciones aéreas (vuelos) | Operaciones aéreas (vuelos) | Operaciones aéreas (vuelos) | Pasajeros       | Pasajeros  | Pasajeros  |
| Año  | Internacionales             | Cabotaje                    | Total                       | Internacionales | Cabotaje   | Total      |
| ---- | --------------------------- | --------------------------- | --------------------------- | --------------- | ---------- | ---------- |
| 2009 | 181 522                     | 72 445                      | 253 967                     | 30 280 327      | 10 219 897 | 40 500 224 |
| 2010 | 192 463                     | 73 433                      | 265 896                     | 32 942 049      | 9 842 918  | 42 784 967 |
| 2011 | 216 636                     | 82 930                      | 299 566                     | 36 596 506      | 11 314 398 | 47 910 904 |
| 2012 | 227 808                     | 86 391                      | 314 199                     | 40 708 049      | 12 294 279 | 53 002 328 |
| 2013 | 236 651                     | 60 965                      | 297 616                     | 42 483 883      | 8 879 568  | 51 363 451 |
| 2014 | 223 019                     | 66 549                      | 289 568                     | 38 143 562      | 8 279 790  | 46 423 352 |
| 2015 | 247 584                     | 69 482                      | 317 066                     | 44 218 785      | 8 683 325  | 52 902 110 |
| 2016 | 258 714                     | 77 642                      | 336 356                     | 46 050 161      | 9 842 502  | 55 892 663 |
| 2017 | 264 279                     | 86 230                      | 350 509                     | 49 522 799      | 11 337 559 | 60 860 358 |
| 2018 | 281 879                     | 87 597                      | 369 476                     | 51 507 176      | 11 871 901 | 63 379 077 |
| 2019 | 294 969                     | 85 082                      | 380 051                     | 53 455 724      | 11 970 155 | 65 425 879 |
| 2020 | 92 717                      | 59 898                      | 152 615                     | 9 871 186       | 6 835 047  | 16 706 233 |
| 2021 | 67 997                      | 43 732                      | 111 729                     | 1 313 666       | 4 350 967  | 5 664 633  |
| 2022 | 134 605                     | 86 726                      | 221 331                     | 17 898 100      | 10 856 250 | 28 754 350 |

### Rutas con más pasajeros
Las ciudades con mayor tráfico de pasajeros desde y hacia Suvarnabhumi en 2019 están dentro del continente asiático. En los vuelos de cabotaje, los destinos con más demanda son los de mayor afluencia turística de Tailandia.
| Ciudad y país                 | Pasajeros | Variación interanual |
| ----------------------------- | --------- | -------------------- |
| Hong Kong, China              | 3 756 449 | -6.57                |
| Singapur, Singapur            | 3 258 422 | +3.04                |
| Incheon, Corea del Sur        | 2 689 306 | +4.93                |
| Taipéi, China                 | 1 928 536 | +3.58                |
| Dubái, Emiratos Árabes Unidos | 1 707 276 | -11.82               |
| Shanghái, China               | 1 600 930 | +7.18                |
| Cantón, China                 | 1 510 461 | +8.96                |
| Ciudad Ho Chi Minh, Vietnam   | 1 238 942 | +2.52                |
| Tokio (Haneda), Japón         | 1 230 506 | +9.81                |
| Manila, Filipinas             | 1 179 861 | +17.34               |

| Ciudad     | Pasajeros | Variación interanual |
| ---------- | --------- | -------------------- |
| Phuket     | 3 368 579 | +0.35                |
| Chiang Mai | 2 864 404 | -1.74                |
| Ko Samui   | 1 545 656 | -8.37                |
| Krabi      | 929 318   | +12.44               |
| Chiang Rai | 822 351   | +2.03                |

### Aerolíneas con más pasajeros
Thai Airways es la aerolínea que más pasajeros transportó en 2019 desde y hacia SUvarnabhumi, también con presencia en los vuelos de cabotaje, sector dominado por las líneas aéreas de bajo costo.
| Aerolínea          | Pasajeros  | Variación interanual |
| ------------------ | ---------- | -------------------- |
| Thai Airways       | 16 063 645 | -0.03%               |
| Emirates           | 1 960 424  | -13.74%              |
| Cathay Pacific     | 1 720 499  | -9.02%               |
| China Southern     | 1 682 069  | +19.70%              |
| Thai Smile         | 1 534 079  | +27.80%              |
| Bangkok Airways    | 1 480 998  | +8.98%               |
| Qatar Airways      | 1 167 869  | -0.09%               |
| Singapore Airlines | 1 124 363  | +4.37%               |
| EVA Air            | 1 066 745  | +18.19%              |
| China Eastern      | 1 026 057  | +25.60               |

| Ciudad              | Pasajeros | Variación interanual |
| ------------------- | --------- | -------------------- |
| Bangkok Airways     | 3 537 316 | -2.95%               |
| Thai Smile          | 3 447 488 | +3.18%               |
| Thai Airways        | 2 901 155 | -4.40%               |
| Thai Viet Jet       | 2 073 703 | +12.68%              |
| Thai Flying Service | 9754      | -2.00                |

### Low cost con más pasajeros
Si bien el aeropuerto de Don Mueang tuvo en 2019 la mayor cantidad de pasajeros transportados en aerolíneas de bajo costo (41 044 970 pasajeros), en Suvarnabhumi se registraron 9 422 100 pasajeros en 23 aerolíneas low cost: Cebu Pacific Air, Eastar Jet, Eurowings, Go Airlines India, Hong Kong Express, IndiGo Airlines, Jeju Air, Jetstar Airways, Jetstar Asia, Jetstar Pacific Airlines, Jin Air, Juneyao Airlines, Lanmei Airlines, Lucky Air, Norwegian Air Shuttle, Peach Aviation, SpiceJet, Spring Airlines, Thai Vietjet, Thai Vietjet Air, Tiger Airways, T'way Airlines y VietJet Air.
| Ciudad y país               | Pasajeros | Variación interanual |
| --------------------------- | --------- | -------------------- |
| Singapur, Singapur          | 1 026 402 | +3.13%               |
| Incheon, Corea del Sur      | 885 695   | -5.18%               |
| Ciudad Ho Chi Minh, Vietnam | 527 345   | +2.99%               |
| Shanghái, China             | 494 349   | +12.22%              |
| Calcuta, India              | 359 244   | +2.01%               |

| Ciudad     | Pasajeros | Variación interanual |
| ---------- | --------- | -------------------- |
| Chiang Mai | 846 503   | +2.01%               |
| Phuket     | 714 751   | +11.97%              |
| Chiang Rai | 280 871   | +13.14%              |
| Krabi      | 215 881   | +77.27%              |
| Udon Thani | 15 145    | +9134.76%            |

## Transporte público

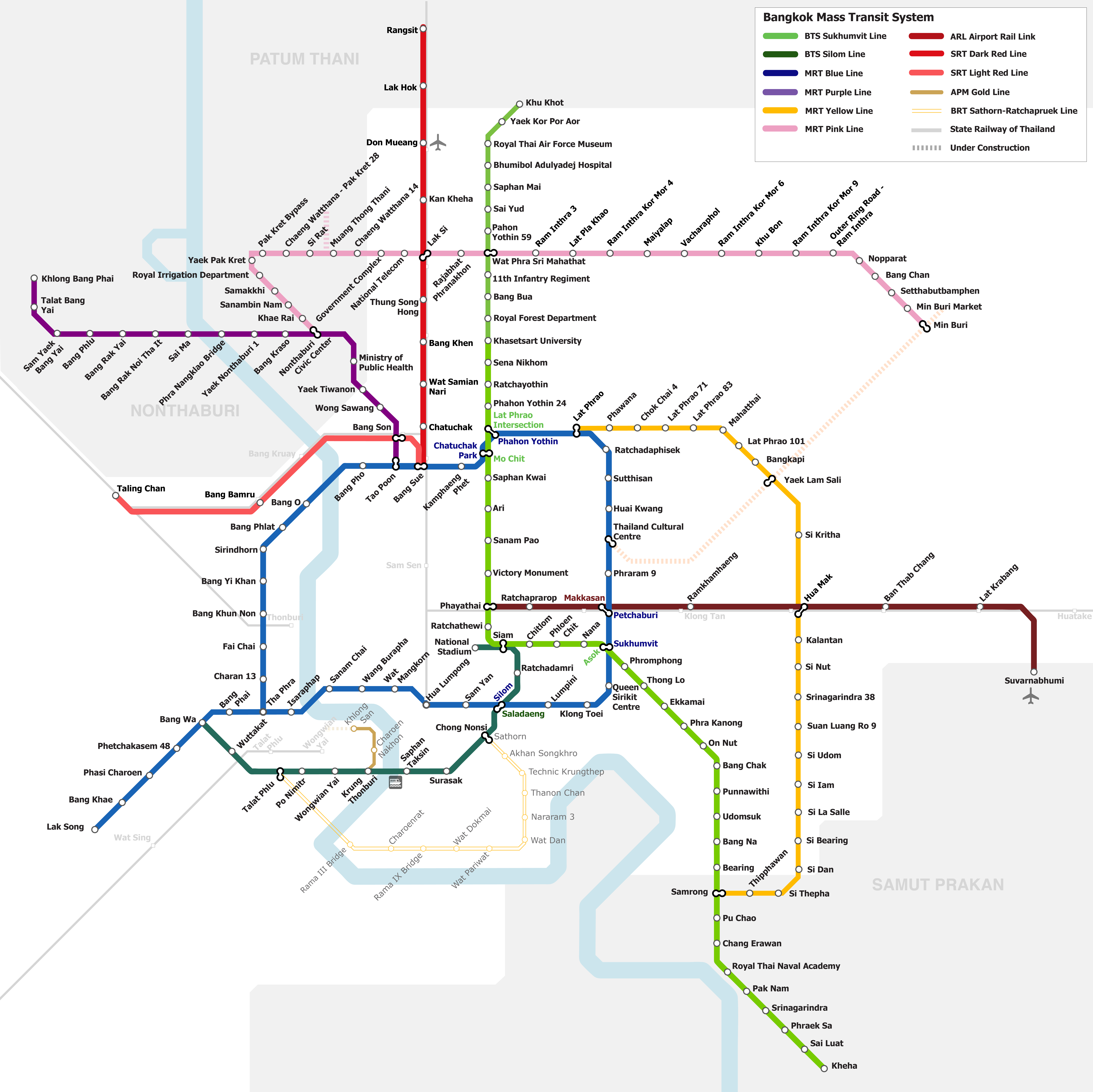
Mapa del metro de Bankok, incluyendo la ruta del Air Link.

Hay diversas opciones de transporte público para llegar al aeropuerto o dirigirse al centro de Bangkok:
- Airport Rail Link: un servicio de trenes elevados que permite combinar con el Skytrain (en la estación Phaya Thai), los autobuses municipales o el metro (en la estación Makkasan). Hay tres líneas: el tren expreso Suvarnabhumi-Phaya Thai (sin paradas intermedias), el expreso Suvarnabhumi-Makkasan (que permite despachar equipaje directamente en la estación Massakan) y la City Line (con seis paradas intermedias).[29][30][31]
- Autobuses públicos: autobuses municipales de Bangkok Mass Transit Authority (BMTA), Joint Bus, The Transport Co. Ltd., Mini Bus Público y Roong Reuang Coach Co. Ltd. El autobús S1 de BMTA llega hasta Khao San y el centro histórico. Hay un servicio de BMTA a Rangsit que opera las 24 horas.[29][30][32][33]
- Furgonetas públicas (songthaew): conectan con Min Buri, On Nut, Pak Nam, Rangsit y el aeropuerto Don Mueang.[29][32]
- Taxis[29]
- Alquiler de autos: diez compañías operan en el aeropuerto Suvarnabhumi.[29]
- Limusinas: servicio operado por AOT Limousine (Airport of Thailand).[29]

Para conectar el aeropuerto de Suvarnabhumi y el de Don Mueang hay un servicio de lanzadera (shuttle bus) con seis líneas, incluyendo una express. Funciona de 5:00 a 24:00 con frecuencias de entre 12 y 30 minutos, demora aproximadamente una hora y es gratuito para quienes tienen billete para un vuelo en el otro aeropuerto.